# Premonition (álbum de Peter Frampton)
Premonition es el noveno álbum de estudio de Peter Frampton, publicado en 1986. Contiene la canción "Lying", uno de los mayores éxitos de la carrera de Frampton en el Reino Unido.

## Lista de canciones
1. "Stop" - 4:52
2. "Hiding from a Heartache" - 4:57
3. "You Know So Well" - 3:43
4. "Premonition" - 4:43
5. "Lying" - 4:13
6. "Moving a Mountain" - 5:03
7. "All Eyes on You" - 4:13
8. "Into View" - 4:42
9. "Call of the Wild" - 5:44

## Créditos
- Peter Frampton - guitarra, voz
- Tony Levin - bajo
- Richard Cottle - teclados
- Omar Hakim, Steve Ferrone - batería
- Chuck Kirkpatrick, Johnne Sambataro - coros
- Pete Solley - piano en "Stop"
- Richie Puente - percusión en "Hiding from a Heartache" y "All Eyes on You"